# 遠音 (吉岡亜衣加の曲)
「遠音」（とおね）は、吉岡亜衣加の11枚目のシングル。2012年9月12日にティームエンタテインメントから発売された。

## 概要
表題曲「遠音」及びカップリング曲「天上ノ花」は、PSPゲーム『源狼 GENROH』のオープニングテーマ・エンディングテーマとして使用された。
また、ボーナストラックとして2012年6月に行われた『吉岡亜衣加コンサート in 日本青年館2012 〜薄桜鬼 歌響の宴〜』より「風遙か」「消えない虹」のLIVEバージョンが収録される。

## 収録曲
1. 遠音
作詞：森由里子、作曲：鶴由雄、編曲：根岸貴幸
  - PSP用ゲーム『源狼 GENROH』オープニングテーマ
2. 天上ノ花
作詞：森由里子、作曲：上野義雄、編曲：根岸貴幸
  - PSP用ゲーム『源狼 GENROH』エンディングテーマ
3. 遠音（instrumental）
4. 天上ノ花（instrumental）
5. 風遙か　（LIVE ver.）
作詞：上園彩結音、作曲・編曲：小野貴光
6. 消えない虹　（LIVE ver.）
作詞：上園彩結音、作曲・編曲：小野貴光